# 閃光蜥
閃光蜥，又名凱門蜥（caiman lizards）或凱門鱷蜥，是閃光蜥屬（又名凱門蜥屬）的蜥蜴。牠們分佈在南美洲的厄瓜多爾、哥倫比亞、秘魯及巴西。牠們大部份時間都會留在水中，故棲息在沼澤、河流及氾濫森林。牠們也會在懸掛在水面上的樹枝哂太陽。

## 分類
以下是閃光蜥屬的物種：
- Dracaena colombiana (Estes, 1961)
- 秘魯鱷蜥 Dracaena guianensis Daudin, 1801
- 巴拉圭鱷蜥 Dracaena paraguayensis Amaral, 1950

## 保育狀況
本属所有种均被列為《瀕危野生動植物種國際貿易公約》附錄二的物種，被限制出口及貿易。